# Shreya Ghoshal
Shreya Ghoshal (sinh ngày 12 tháng 3 năm 1984 tại Berhampore, Murshidabad, Tây Bengal, Ấn Độ) là một nữ ca sĩ kiêm nhà soạn nhạc người Ấn Độ. Được biết đến với âm vực và tính linh hoạt, cô là một trong số những ca sĩ nổi tiếng nhất Ấn Độ. Cô đã thu âm các bài hát cho nhiều bộ phim và album bằng nhiều thứ tiếng khác nhau của Ấn Độ và nước ngoài cũng như thu về được rất nhiều giải thưởng, bao gồm 5 Giải thưởng Điện ảnh Quốc gia, 4 Giải thưởng Điện ảnh Bang Kerala, 2 Giải thưởng Điện ảnh Bang Tamil Nadu, 2 Giải thưởng của Hiệp hội Nhà báo Điện ảnh Bengal, 7 Giải thưởng Filmfare và 10 Giải thưởng Filmfare khu vực phía Nam.
Cô bắt đầu sự nghiệp ca hát từ khi lên 4 tuổi (1988). Năm 6 tuổi (1990), cô bắt đầu được đào tạo về lĩnh vực nhạc cổ điển. 10 năm sau (2000), khi Shreya bước sang tuổi 16, cô được mẹ của nhà làm phim Sanjay Leela Bhansali chú ý sau khi cô giành ngôi vị quán quân trong chương trình truyền hình thực tế về âm nhạc mang tên Sa Re Ga Ma. Sau thành công trên, cô đã có màn ra mắt ca khúc Bollywood của bộ phim lãng mạn Devdas (2002) của nhà làm phim, đạo diễn, nhà sản xuất, biên kịch và nhà soạn nhạc Sanjay Leela Bhansali và cô đã nhận được Giải thưởng Điện ảnh Quốc gia cho Nữ ca sĩ hát lại xuất sắc nhất, Giải thưởng Filmfare cho Nữ ca sĩ hát lại xuất sắc nhất và Giải thưởng Filmfare RD Burman cho Tài năng âm nhạc mới nổi.
Shreya Ghoshal còn xuất hiện với tư cách giám khảo của một số chương trình truyền hình thực tế về âm nhạc và một số MV. Năm 2010, cô được bang Ohio ở Hoa Kỳ vinh danh, nơi Thống đốc Ted Strickland tuyên bố ngày 26 tháng 6 hàng năm là "Shreya Ghoshal Day" (tạm dịch là: "Ngày Shreya Ghoshal"). Vào tháng 4 năm 2013, cô được các thành viên được lựa chọn của Hạ Nghị viện Vương quốc Liên hiệp Anh và Bắc Ireland vinh danh tại London. Cô đã từng 5 lần lọt vào danh sách 100 người nổi tiếng hàng đầu Ấn Độ do Forbes công bố. Năm 2017, cô trở thành ca sĩ Ấn Độ đầu tiên trưng bày tượng sáp của mình tại Bảo tàng Madame Tussauds ở Delhi.